# Grafmonument van de familie Vom Rath-Bunge
Het grafmonument van de familie Vom Rath-Bunge op begraafplaats Zorgvlied in de Nederlandse stad Amsterdam is een rijksmonument.

## Achtergrond
Het laat-19e-eeuwse grafmonument werd opgericht voor de familie van de uit Duitsland afkomstige handelaar Otto Rudolf vom Rath (1830-1914) en zijn vrouw Anna Maria Louisa Bunge (1839-1918). Vom Rath vestigde zich in 1858 in Amsterdam. Aanvankelijk woonde het gezin aan de Keizersgracht 107, vanaf 1874 woonde het aan de Herengracht 468. De firma Deichmann & Vom Rath handelde in suiker. Zoon Edwin vom Rath (1863-1940) was het enige kind dat zijn ouders overleefde, hij bleef in het huis aan de Herengracht wonen.

## Beschrijving
Het monument bestaat uit een liggende, hellende steen, waarop de namen van acht familieleden zijn aangebracht. Aan het hoofdeinde staat op een sokkel een beeld van een treurende engel, met in de rechterhand een lauwerkrans, die leunt op een gebroken zuil. Het beeld werd mogelijk ontworpen door March uit Charlottenburg.
Op de sokkel is in een cartouche een citaat van Augustinus te lezen: 

Trennung ist unser Loos, Wiedersehen unsere Hoffnung

## Waardering
Het grafmonument (grafnr. O-I-277a/b) werd in 2008 in het Monumentenregister opgenomen vanwege het "algemeen belang wegens cultuur- en funerair-historische waarde".